# Plomodiern
Plomodiern (en bretó Ploudiern) és un municipi francès, situat a la regió de Bretanya, al departament de Finisterre. L'any 2006 tenia 2.122 habitants.

## Demografia
| 1962                                       | 1968  | 1975  | 1982  | 1990  | 1999  |
| ------------------------------------------ | ----- | ----- | ----- | ----- | ----- |
| 2.283                                      | 2.099 | 1.922 | 1.963 | 1.913 | 2.076 |
| Des de 1962: població sense dobles comptes |       |       |       |       |       |

## Administració
| Període   | Identitat               | Partit |
| --------- | ----------------------- | ------ |
| 1947-1965 | Jean Matthieu Le Breton | PS     |
| 1965-1972 | Joseph Blouët           |        |
| 1972-1983 | Anne Le Page            |        |
| 1983-     | Claude Bellin           |        |